# تعميم المنظور الجنسي في سياسة تعليم المعلمين
تعميم المنظور الجنسي في سياسة تعليم المعلمين يشير إلى الجهود المبذولة لفحص وتغيير عمليات صياغة السياسات وتنفيذها في جميع المجالات وعلى جميع المستويات من منظور جنساني من أجل معالجة وتصحيح الفوارق القائمة والناشئة بين الرجال والنساء. إنها استراتيجية لتغيير عملية تصميم السياسات وتنفيذها وتقييمها من خلال مراعاة الاحتياجات والأولويات والاهتمامات والقيم الخاصة بالنوع الاجتماعي والمتنوعة في كثير من الأحيان للرجال والنساء في المواقف المختلفة. في هذا السياق، يتعلق تعميم المنظور الجنسي بالوعي بوجود الفوارق بين الجنسين وأسبابها وآثارها، ويضمن معالجتها في كل مرحلة من مراحل دورة السياسة أو تحليل السياسات ومراجعتها.